# (34657) 2000 WG154
2000 WG154 (asteroide 34657) é um asteroide da cintura principal. Possui uma excentricidade de 0.05428640 e uma inclinação de 10.40152º.
Este asteroide foi descoberto no dia 30 de novembro de 2000 por LINEAR em Socorro.